# Thurmont
Thurmont is een plaats (town) in de Amerikaanse staat Maryland, en valt bestuurlijk gezien onder Frederick County.
Nabij Thurmont ligt Camp David, een buitenverblijf voor de zittende president van de Verenigde Staten.

## Demografie
Bij de volkstelling in 2000 werd het aantal inwoners vastgesteld op 5588.
In 2006 is het aantal inwoners door het United States Census Bureau geschat op 6027, een stijging van 439 (7,9%).

## Geografie
Volgens het United States Census Bureau beslaat de plaats een oppervlakte van
7,7 km², geheel bestaande uit land.

## Plaatsen in de nabije omgeving
De onderstaande figuur toont nabijgelegen plaatsen in een straal van 16 km rond Thurmont.